# Micromeria parviflora
Micromeria parviflora là một loài thực vật có hoa trong họ Hoa môi. Loài này được Rchb. mô tả khoa học đầu tiên năm 1832.